# (1325) Inanda
(1325) Inanda ist ein Asteroid des Hauptgürtels, der am 14. Juli 1934 vom südafrikanischen Astronomen Cyril V. Jackson in Johannesburg entdeckt wurde.
Der Name des Asteroiden ist nach der südafrikanischen Zuluansiedlung Inanda benannt.